# Кемі (Фінляндія)
Ке́мі (фін. Kemi, швед. Kemi, півн.-саам. Giepma)  — міська комуна у Фінляндії, у провінції Лапландія. Населення  — 22 285 осіб (2014), площа  — 747,44 км², 652,1 км²  — водяне дзеркало. Щільність – 233,74 осіб/км².

## Географія
Місто розташоване на узбережжі Ботнічної затоки, поблизу гирла річки Кемійокі, поруч міста Торніо.

### Клімат
Місто знаходиться у зоні, котра характеризується континентальним субарктичним кліматом. Найтепліший місяць — липень із середньою температурою 15 °C (59 °F). Найхолодніший місяць — січень, із середньою температурою -11.7 °С (11 °F).
| Клімат Кемі             | Клімат Кемі | Клімат Кемі | Клімат Кемі | Клімат Кемі | Клімат Кемі | Клімат Кемі | Клімат Кемі | Клімат Кемі | Клімат Кемі | Клімат Кемі | Клімат Кемі | Клімат Кемі | Клімат Кемі |
| Показник                | Січ.        | Лют.        | Бер.        | Квіт.       | Трав.       | Черв.       | Лип.        | Серп.       | Вер.        | Жовт.       | Лист.       | Груд.       | Рік         |
| Абсолютний максимум, °C | 6           | 7           | 9           | 15          | 25          | 28          | 30          | 27          | 21          | 12          | 7           | 8           | 30          |
| Середній максимум, °C   | −8          | −7          | −2          | 2           | 10          | 15          | 18          | 16          | 10          | 3           | −2          | −6          | 4           |
| Середня температура, °C | −11         | −10         | −6          | 0           | 6           | 12          | 15          | 12          | 7           | 1           | −4          | −10         | 1           |
| Середній мінімум, °C    | −15         | −14         | −10         | −4          | 2           | 8           | 11          | 8           | 4           | −1          | −7          | −13         | −2          |
| Абсолютний мінімум, °C  | −36         | −36         | −32         | −18         | −7          | −1          | 2           | −1          | −8          | −22         | −28         | −35         | −36         |
| Днів з опадами          | 25          | 22          | 21          | 16          | 14          | 15          | 15          | 16          | 17          | 21          | 24          | 24          | 230         |
| Днів з дощем            | 2           | 2           | 5           | 8           | 13          | 15          | 15          | 16          | 17          | 15          | 8           | 5           | 121         |
| Днів зі снігом          | 24          | 22          | 21          | 12          | 3           | 0           | 0           | 0           | 0           | 9           | 20          | 23          | 134         |
| ----------------------- | ----------- | ----------- | ----------- | ----------- | ----------- | ----------- | ----------- | ----------- | ----------- | ----------- | ----------- | ----------- | ----------- |
| Джерело: Weatherbase    |             |             |             |             |             |             |             |             |             |             |             |             |             |

## Історія
Місто засноване в 1869 році.
У 1883 заснований целюлозний завод, виробництво целюлози почалося з 1927.

## Економіка
Місто виробляє папір і картон.
Розвинутий туризм.

## Міста побратими
- Тромсе (Норвегія)
- Волгоград (Росія)
- Ліптовський Мікулаш (Словаччина)
- Ньютаунардс (Велика Британія)
- Секешфегервар (Угорщина)
- Лулео (Швеція)